# Église des Dominicains de la Baume
Pour les articles homonymes, voir Église des Dominicains.
L'église des Dominicains de la Baume est une église située à Sisteron, en France.

## Localisation
L'église est située sur la commune de Sisteron, dans le département français des Alpes-de-Haute-Provence.

## Historique
L'édifice est classé au titre des monuments historiques en 1963.